# Alkenylperoxide

Allgemeine Struktur eines Alkenylperoxids

Alkenylperoxide sind chemische Verbindungen, die eine Alkenylgruppe unmittelbar an der Peroxidgruppe tragen. Sie zeichnen sich generell durch eine deutlich größere Instabilität im Vergleich zu anderen Peroxiden aus.

## Eigenschaften
Peroxide mit einer angrenzenden Alkenylgruppe zerfallen sehr leicht durch homolytische Spaltung der O-O-Bindung in zwei Radikale, ein Oxylradikal und ein Alkenyloxyl- oder α-Oxo-Alkylradikal.
Die schwache O-O-Bindung kann durch die Resonanzstabilisierung des Alkenyloxylradikals, das auch als Oxy-Allylradikal aufgefasst werden kann, begründet werden, bzw. die Bildung der starken Carbonylbindung. Entsprechend trifft dies auch für die strukturell verwandten Arylperoxide zu. Die O-O-Bindung ist damit wesentlich schwächer als bei anderen Peroxiden. Aufgrund des leichten Zerfalls werden Alkenyl- und Arylperoxide in der Regel nur als reaktive Intermediate postuliert. Als Ausnahme sind wenige Heteroarylperoxide bekannt, die langlebig genug für eine Charakterisierung waren.

## Vorkommen und Herstellung

### In der Atmosphäre
Alkenylhydroperoxide (R1 = H) sind als reaktive Intermediate in der Atmosphärenchemie postuliert worden. Sie entstehen durch Ozonolyse von Alkenen in der Atmosphäre und bilden durch ihren Zerfall Hydroxylradikale, die eine wichtige Rolle beim Abbau organischer Verbindungen in der Atmosphäre spielen. Tagsüber werden Hydroxylradikale vornehmlich photochemisch gebildet, bei Nacht vermutet man Alkenylperoxide als Hauptquelle ihrer Bildung.

### In Lösung
In Lösung lassen sich Alkenylperoxide durch säurekatalysierte Kondensation von Ketonen mit organischen Hydroperoxiden oder Wasserstoffperoxid herstellen. Dies wird aufgrund der Charakterisierung entsprechender Zerfallsprodukte vermutet. Es wird angenommen, dass Alkenylperoxide in Baeyer-Villiger-Oxidationen mit Wasserstoffperoxid als unerwünschte Nebenprodukte auftreten, die durch ihren Zerfall und Folgereaktionen die Effektivität dieser Reaktionen vermindern.

## Verwendung
Alkenylperoxide können in Radikalreaktionen Verwendung finden. Die entstehenden Radikale können durch H-Abstraktionsreaktionen die Funktionalisierung von C-H-Bindungen vermitteln, ebenso können die Alkenyloxylradikale durch Addition an Alkene zur Einführung von Keto-Gruppen in der organischen Synthese genutzt werden.